# تيد ماك (مقدم برامج إذاعية)
تيد ماك (بالإنجليزية: Ted Mack)‏ هو مقدم برامج إذاعية أمريكي، ولد في 12 فبراير 1904 في غريلي في الولايات المتحدة، وتوفي في 12 يوليو 1976 في سليبي هالو في الولايات المتحدة بسبب مرض.

## وصلات خارجية
- تيد ماك على موقع IMDb (الإنجليزية)
- تيد ماك على موقع إن إن دي بي (الإنجليزية)